# Hans Nüsslein
Hans Nusslein, né à Nuremberg le 31 mars 1910 et décédé le 28 juin 1991, est un joueur de tennis allemand.
Il est membre du International Tennis Hall of Fame depuis 2006.

## Palmarès
- Wembley Pro
  - Vainqueur en 1937 et 1938
  - Finaliste en 1934, 1936 et 1939
  - Demi-finaliste en 1935

- US Pro Championship
  - Vainqueur en 1934
  - Finaliste en 1932

- Roland-Garros Pro
  - Vainqueur en 1937 et 1938
  - Finaliste en 1935

- German Pro Championships
  - Vainqueur en 1931, 1933, 1934, 1935, 1936, 1938 et 1939
  - Finaliste en 1930 et 1937